# Gabaloeca retifera
Gabaloeca retifera är en insektsart som beskrevs av Walker 1870. Gabaloeca retifera ingår i släktet Gabaloeca och familjen sköldstritar. Inga underarter finns listade i Catalogue of Life.